# Gossip (gruppo musicale)
I Gossip è un gruppo musicale indie rock statunitense originario dell'Arkansas ed arrivato al successo nel 2006 con il singolo e l'album Standing in the Way of Control.

## Storia del gruppo
Il gruppo, i cui membri sono originari di Searcy, si forma nel 1999 a Olympia (Washington). I componenti sono Beth Ditto (voce), Nathan "Brace Paine" Howdeshell (chitarra) e Kathy Mendonça (batteria), quest'ultima rimpiazzata successivamente da Hannah Blilie. Nel 1999 l'etichetta discografica indipendente K Records pubblica il loro primo EP chiamato The Gossip.
Il 23 gennaio 2001 la Kill Rock Stars pubblica il loro primo album di studio dal titolo That's Not What I Heard, che tuttavia non ottiene successo. Nel frattempo era stato pubblicato un altro EP, Arkansas Heat (maggio 2002). Nel maggio 2003 ci riprovano con il secondo album Movement. Nel novembre 2003, due mesi dopo la pubblicazione del disco live Undead in NYC, la batterista Mendonça lascia il gruppo per concentrarsi sul suo lavoro di ostetrica. Viene sostituita da Hannah Blilie, di estrazione punk. Il nome del gruppo cambia da The Gossip a Gossip.
Nel gennaio 2006 viene pubblicato il terzo album, dal titolo Standing in the Way of Control (Kill Rock Stars), prodotto da Guy Picciotto e Ryan Hadlock. Trascinato dall'omonimo singolo che scala le classifiche inglesi, il gruppo si fa notare in molti Paesi europei e negli Stati Uniti. Il successo del gruppo è parzialmente legato al successo personale della front woman Beth Ditto, apertamente lesbica e obesa, che compare nuda sulla copertina della rivista britannica NME del 2 giugno 2007. Anche la batterista Hannah Blilie è dichiaratamente omosessuale.
Nel 2007 il gruppo ottiene un contratto con la Music With a Twist, sussidiaria della Sony Records, specializzata nella produzione di musicisti LGBT. Durante l'estate 2007 i Gossip prendono parte al tour di beneficenza True Colors Tour 2007 organizzato da Cyndi Lauper, a cui partecipano anche Debbie Harry, Erasure, Rufus Wainwright, The Dresden Dolls, The MisShapes e The Cliks. Dopo una lunga serie di concerti, nell'aprile 2008 il gruppo pubblica il CD/DVD Live in Liverpool.
Il 22 giugno 2009 viene pubblicato Music for Men, quarto album in studio del gruppo, anticipato dal singolo Heavy Cross pubblicato il 28 aprile. Heavy Cross riesce ad ottenere la trentasettesima posizione nella classifica dei singoli inglese, la trentaquattresima di quella australiana e la terza di quella italiana (Hit List Italia), diventando di fatto il maggior successo commerciale dei Gossip. Da settembre dello stesso anno viene utilizzata come colonna sonora della campagna pubblicitaria della TIM e come pre-sigla dei programmi calcistici relativi alla Serie A TIM.
Nel marzo 2012, anticipato dal singolo Perfect World, la band pubblica l'album A Joyful Noise, prodotto da Brian Higgins (Xenomania).

## Stile
Lo stile musicale del gruppo miscela diversi generi: post punk revival, dance rock, indie rock, synthpop e funk. Nei primi tempi il gruppo si accostò al garage rock.
La voce di Beth Ditto viene però descritta come una voce tra soul e gospel.

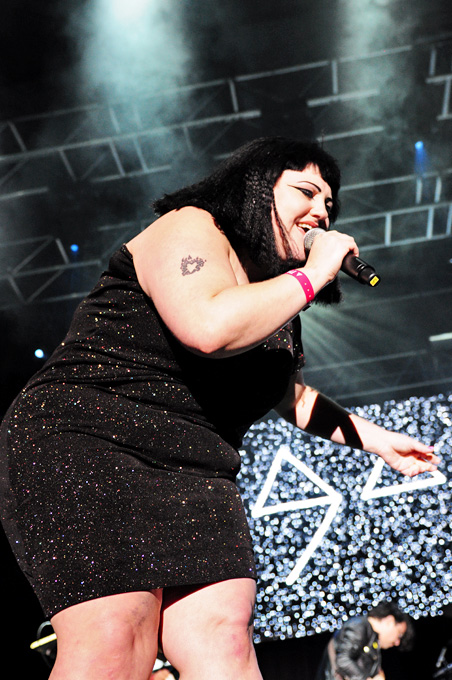
Beth Ditto in concerto nel 2011.

## Formazione
Ultima
- Beth Ditto - voce (1999-2016, 2019-)
- Nathan "Brace Paine" Howdeshell - chitarra, basso, tastiera (1999-2016, 2019-)
- Hannah Blilie - batteria (2003-2016, 2019)

Ex componenti
- Kathy Mendonça - batteria (1999-2003)

## Discografia

### Album in studio
- 2001 - That's Not What I Heard
- 2003 - Movement
- 2006 - Standing in the Way of Control
- 2009 - Music for Men
- 2012 - A Joyful Noise
- 2024 - Real Power

### Live
- 2003 - Undead in NYC
- 2008 - Live in Liverpool (CD/DVD)

### Singoli
- 2007 - Standing in the Way of Control
- 2007 - Listen Up!
- 2007 - Jealous Girl
- 2009 - Heavy Cross
- 2009 - Love Long Distance
- 2009 - Drunken Maria
- 2010 - Pop Goes the World
- 2010 - Men in Love
- 2010 - Dimestore Diamond
- 2012 - Perfect World
- 2012 - Move in the Right Direction
- 2013 - Get a Job
- 2023 - Crazy Again

### EP
- 1999 - The Gossip
- 2002 - Arkansas Heat
- 2005 - Real Damage
- 2006 - GSSP RMX
- 2008 - Rework It